# Tullio Rossi
Tullio Rossi (Roma, 2 giugno 1948) è un ex ciclista su strada italiano.
Professionista dal 1973 al 1978, vinse una tappa al Giro d'Italia 1973 e indossò la maglia a pois al Tour de France 1977.

## Carriera
Iniziò la sua carriera di ciclista nel 1968 con la "Giornalai di Roma". Ottenne subito risultati che gli permisero in breve tempo di passare professionista con la Dreherforte; successivamente passò alla "Presutti Notari", alla “Furzi” nel 1976, e infine alla Bianchi.
Nel 1971 fu il primo ad adottare i pedali senza cinghietta M71 (simili a quelli attuali).

## Palmarès
- 1969 (Dilettante)

Trofeo Salvatore Morucci
- 1970 (Dilettante)

Coppa Giulio Burci
- 1973 (Dreherforte, una vittoria)

12ª tappa Giro d'Italia (Benevento > Fiuggi)

## Piazzamenti

### Grandi giri
- Giro d'Italia

1973: 74º
1974: ritirato (21ª tappa)
1976: 78º
- Tour de France

1977: fuori tempo massimo (17ª tappa)
- Vuelta a España

1978: 61º

### Classiche
- Milano-Sanremo

1973: 97º
1974: 26º
1977: 118º
1978: 115º